# Distrito electoral 30 (condado de Monroe, Illinois)
Precinct 30 es una subdivisión territorial (equivalente a un township) del condado de Monroe, Illinois, Estados Unidos. Según el censo de 2020, tiene una población de 1183 habitantes.
Tiene un código de clase Z1, que indica que no está en funcionamiento (non-functioning county subdivision).
De los 102 condados del estado de Illinois, 17 (entre ellos, el condado de Monroe) están divididos en subdivisiones civiles menores conocidas como precintos. Estos precintos son unidades administrativas que no están en funcionamiento. El condado está a cargo de las funciones administrativas en los territorios correspondientes.

## Geografía
Según la Oficina del Censo de los Estados Unidos, la subdivisión tiene una superficie total de 3.62 km², de la cual 3.60 km² corresponden a tierra firme y 0.02 km² están cubiertos de agua.

## Demografía
Según el censo de 2020, hay 1183 personas residiendo en la zona. La densidad de población es de 328.61 hab./km². El 94.7% de los habitantes son blancos, el 0.3% son afroamericanos, el 0.1% es amerindio, el 0.6% son asiáticos, el 0.2% son de otras razas y el 4.1% son de una mezcla de razas. Del total de la población, el 0.9% son hispanos o latinos de cualquier raza.